# Szabó Zsolt (irodalomtörténész)
Szabó Zsolt (Kolozsvár, 1946. május 29. –) erdélyi magyar irodalomtörténész, főszerkesztő, Szentimrei Judit fia.

## Életútja
Középiskoláit szülővárosában, a Brassai Sámuel Líceumban végezte (1964), majd a BBTE-n szerzett magyar nyelv- és irodalom szakos tanári diplomát (1969). 1969–75 között a Jóbarát kolozsvári munkatársa volt, majd a kolozsvári Megyei Könyvtárban könyvtáros, 1981–91 között a Kriterion Könyvkiadó kolozsvári szerkesztőségében főképp a néprajzi kiadványok szerkesztője. 1976–96 között az Erdélyi magyar szótörténeti tár szerkesztő munkatársa.
Az 1989-es romániai forradalom után az RMDSZ egyik alapító tagja, majd a megyei választmány tagja és a helyi szervezet kulturális alelnöke (1992–94). 1991-től a Művelődésnek és a kiadásában megjelent könyveknek a főszerkesztője, 1995-től emellett a nagyváradi Ady Endre Sajtókollégium, majd 1998-tól a BBTE Politika-, Közigazgatás- és Kommunikációtudományi Kara Újságírói Tanszékének adjunktusa, 2003-tól docense. 2005-ben tagozatvezetőként megszervezte a magyar magiszteri képzést. 2022-től a Kolozsvár Társaság elnöke.

## Munkássága
Közművelődési, sajtótörténeti cikkei, tanulmányai a hazai és magyarországi lapokban (Igaz Szó, Kalotaszeg, Korunk, Könyvesház, Művelődés, NyIrK, Régi(j)óvilág, Romániai Magyar Sajtó, Székelyföld, Hungarológiai Közlemények, Könyv és Nevelés, Magyar Napló, Nyelvünk és Kultúránk, Studia Folclorica et Ethnografica, Új Írás) jelentek meg. Alapítója a Kolozsvári Művelődés Egyesületnek (1991), 1997 óta elnöke a Szentimrei Jenő Alapítványnak, amelynek keretében 2004-től szervezi a Sztánai Napokat, s gondozza az ott elhangzott előadásokból összeállított Sztánai Füzetek sorozatot:
- 1. Sztánai napok – 2004. Sztána–Kolozsvár, 2004;
- 2. Janitsek Jenő: Sztána története és névanyaga. Sztána–Kolozsvár, 2005;
- 3. Sztánai napok – 2005. Sztána–Kolozsvár, 2006;
- 5. Buzás Pál: Kalotaszegi irodalmi breviárium. Sztána–Kolozsvár, 2008;
- 6. Buzás Pál: Kalotaszegi kötődések. Sztána–Kolozsvár, 2009).

Sajtó alá rendezte és bevezető tanulmánnyal, jegyzetekkel látta el Benedek Elek irodalmi levelezése (1921–1929). I–IV. kötetét (Bukarest, 1979, 1984, 1991, Kolozsvár, 2002) és A kolozsvári Vasárnap és Vasárnapi Újság 1921–1925 című antológiát (Kolozsvár, 2006).

## Kötete
- Intézményteremtő törekvések. Szentimrei Jenő irodalomszervező tevékenysége; Művelődés–Szentimrei Alapítvány, Kolozsvár–Sztána, 2004 (Sztánai füzetek, 4.)

## Szerkesztett kötetei
- Ember és föld. Riportok az agrárforradalom hétköznapjaiból; szerk. Szabó Zsolt; Kriterion, Bukarest, 1987
- Augusztusi képek. Dokumentumok, emlékezések, riportok; szerk. Szabó Zsolt; Kriterion, Bucureşti, 1989
- Benedek Elek: Öcsike és az őzike (Bukarest, 1989);
- Szentimrei Jenő: Verses magyar krónika (Sepsiszentgyörgy, 1992);
- Isten kezében. Válogatott versek (Sepsiszentgyörgy, 1992);
- Újságíró Évkönyv 1995 (Kolozsvár, 1995);
- Újságíró Évkönyv 1997. (Marosvásárhely, 1997);
- Szentimrei Jenő: Hajlékot kereső Thália (Kézdivásárhely, 1997);
- Szilágysági magyarok; szerk. Szabó Zsolt; Kriterion, Bukarest–Kolozsvár, 1999
- Szentimrei Jenő – Kós Károly: Kaláka kalendárium az 1925-ös esztendőre (Kolozsvár, 1998);
- A közművelődés szolgálatában (Kolozsvár, 1998);
- A közművelődés szűkülő (t)erei (Kolozsvár, 1999);
- Kettős tükörben. Im Doppelspiegel (Kolozsvár, 1999);
- A kibontakozás igézete (Kolozsvár, 2000);
- Kisajátított közművelődés (Kolozsvár, 2001);
- Balázs Ferenc száz éve (Kolozsvár, 2001);
- Szentimrei Jenő: Ferenc tekintetes úr (Sepsiszentgyörgy–Kolozsvár, 2001);
- Művelődés galéria (Kolozsvár, 2002);
- Közművelődés, de minek? (Kolozsvár, 2003);
- Kossuth Lajos üzenete (Sepsiszentgyörgy–Kolozsvár, 2003);
- Szivárvány havasán. Kórustár (Kolozsvár, 2004)
- Sztánai Napok 2004; szerk. Szabó Zsolt; Művelődés–Szentimrei Alapítvány, Kolozsvár–Sztána, 2004 (Sztánai füzetek)
- Kezdetben volt a ritmus. Gitáriskola (Kolozsvár, 2005);
- Játékszín. Egyfelvonásosok (Kolozsvár, 2006);
- Tréfás és csúfolódó erdélyi népköltészet; szerk., szöveggond. Szabó Zsolt; Palatinus, Bp., 2006
- Aranyos-vidék magyarsága. Aranyosszék, Torda és vidéke a változó időben; szerk. Keszeg Vilmos, Szabó Zsolt; Kriterion, Kolozsvár, 2006
- Aranyosszék a változó időben; szerk. Keszeg Vilmos, Szabó Zsolt; Kriterion, Kolozsvár, 2006
- Az Erdélyi Mezőség (Kolozsvár, 2007);
- Kazinczy Ferenc: Erdélyi levelek (Kolozsvár, 2008)
- Mezőség. Történelem, örökség, társadalom; szerk. Keszeg Vilmos, Szabó Zsolt; Művelődés, Kolozsvár, 2010

## Társasági tagság
- Magyar Újságírók Romániai Egyesülete (MÚRE)
- Erdélyi Múzeum-Egyesület (EME)
- Erdélyi Magyar Közművelődési Egyesület (EMKE)